# مارکو مارتین
مارکو مارتین (استونیایی: Markko Märtin؛ زادهٔ ۱۰ نوامبر ۱۹۷۵) راننده رالی اهل استونی است.
وی از سال ۱۹۹۷ تا ۲۰۰۵ در ۸۶ رالی شرکت کرده و سابقه ۱۰۱ قهرمانی مرحله‌ای دارد، مارتین راننده تیم‌های سوبارو، فورد و پژو بوده است.